# Elaeocarpus obovatus
Elaeocarpus obovatus là một loài thực vật có hoa trong họ Côm. Loài này được G.Don mô tả khoa học đầu tiên năm 1831.